# Hamblain-les-Prés
Hamblain-les-Prés är en kommun i departementet Pas-de-Calais i regionen Hauts-de-France i norra Frankrike. Kommunen ligger i kantonen Vitry-en-Artois som tillhör arrondissementet Arras. År 2022 hade Hamblain-les-Prés 458 invånare.

## Befolkningsutveckling
Antalet invånare i kommunen Hamblain-les-Prés
| Referens: INSEE |